# Орловка (Таловський район)
Орловка (рос. Орловка) — село у Таловському районі Воронезької області Російської Федерації.
Населення становить 803  особи. Входить до складу муніципального утворення Орловське сільське поселення.

## Історія
Населений пункт розташований у межах українського історичного регіону Східна Слобожанщина.
Від 1928 року належить до Таловського району, спочатку в складі Центрально-Чорноземної області, а від 1934 року — Воронезької області.
Згідно із законом від 15 жовтня 2004 року входить до складу муніципального утворення Орловське сільське поселення.

## Населення
| 2010 | 2012 | 2013 | 2014 | 2015 | 2016 | 2017 |
| ---- | ---- | ---- | ---- | ---- | ---- | ---- |
| 996  | ↘973 | ↘948 | ↘916 | ↘875 | ↘854 | ↘823 |
| 2018 |      |      |      |      |      |      |
| ↘803 |      |      |      |      |      |      |